# Carex hibernica
Carex hibernica är en halvgräsart som beskrevs av A.Benn. Carex hibernica ingår i släktet starrar, och familjen halvgräs. Inga underarter finns listade i Catalogue of Life.